# Olympique de Béja
Olympique de Béja (în arabă الأولمبي الباجي) - tradus Olimpicul de la Béja și denumit adesea OB este un club de fotbal din Béja din Tunisia. 
Clubul este secțiunea de fotbal a clubului omnisports cu același nume, Olympique de Béja.

## Palmares și statistici

### Titluri și trofee
| Competiții Naționale | Competiții Continentale                     |
| - Campionatul Tunisiei L2 (3) : - Campioni : 1985, 2006, 2020. - Cupa Tunisiei (3) : - Câștigători : 1993, 2010, 2023. - Finalistă : 1995, 1998. - Supercupa Tunisiei (1) : - Câștigători : 1995. - Finalistă : 1973. - Cupa Ligii (0) : - Finalistă : 2003, 2004. | - Cupa Cupelor CAF : - Sferturi (1) : 1994. |